# آيت يوشن تسكا أودرار (تغازوت)
آيت يوشن تسكا أودرار هي إحدى مشيخات المملكة المغربية، تتبع جغرافيا لعمالة أكادير إدا وتنان وإداريًا لتغازوت. يقدر عدد سكانها بـ 3619 نسمة حسب الإحصاء الرسمي للسكان والسكنى لسنة 2004.